# مصباح‌الشریعه

مصباح الشریعه و مفتاح الحقیقه عنوان کتابی است با صد باب در اخلاق و عرفان اسلامی منسوب به جعفر بن محمد صادق امام ششم شیعیان است.
به نوشته باکلی این کتاب از آثار عرفانی منتسب به امام صادق است که درباره معانی معنوی برخی احکام دینی و اخلاقی بحث می کند.

## بررسی انتساب کتاب
پیرامون اننتساب کتاب به جعفر بن محمد صادق اختلافاتی وجود دارد. گرچه کتاب تالیف ایشان نیست اما توسط فردی از یاورانش از سخنان او جمع آوری گردیده‌است (بعضی مولف آن را فضیل عیاض می دانند). محمدباقر مجلسی انتساب کتاب به جعفر بن محمد صادق را نفی می‌کند و معتقد است توسط ابراهیم بلخی از جعفر صادق نقل شده است. اما بسیاری دیگر از بزرگان شیعه از جمله سید بن طاووس، شهید ثانی، محسن فیض کاشانی، مهدی نراقی، سید روح الله خمینی، میرزا جواد ملکی تبریزی به مطالب کتاب اشاره کرده‌اند.

## نسخه‌های کتاب
از این کتاب نسخه‌ای در به خط مولی محمد علی مشهدی بسال ۱۰۸۲ وجود دارد که با سه واسطه از روی نسخه به خط شهید ثانی نگاشته شده‌است. نسخه‌ای دیگر نیز به خط مولی عبدالرزاق بن محمد بن سعید مقابی که تاریخ نگارش آن ۱۱۱۵ هجری قمری است موجود می‌باشد.

## ترجمه‌ها و شرح‌های کتاب
این کتاب به فارسی ترجمه شده و شرح‌های مختلفی نیز بر آن نوشته شده‌است که برخی از آنان بدین شرح است:
1. بیان الاسرار، نوشته شیخ حسین زاهدی
2. منظومه‌ای ۹۰ صفحه‌ای از لمعات جنات الوصال، سروده احمد بن عبدالواحد کرمانی معروف به نظام علیشاه.
3. ترجمه و شرح مصباح الشریعه، تالیف ملا عبدالرزاق گیلانی که در سال ۱۳۴۳ توسط سید جلال الدین محدث ارموی تصحیح و در چاپخانه دانشگاه تهران منتشر شد.
4. ضیاء المصباح، تالیف اسماعیل بن محمد علی رضوی.
5. ضیاء المصباح، تالیف یحی بن محین بن حسن بین جعفر بن صالح.
6. عرفان اسلامی: شرح مصباح الشريعه، تالیف حسین انصاریان.
7. شرق بی غروب، ترجمه ساده و روان از سید علی اکبر صداقت، نشر: رازبان.

## منبع‌ها
1. ↑  ««مصباح الشریعة» جامع‌ترین کتاب شیعه در آداب و معارف اسلامی است». خبرگزاری قرآنی ایران. دریافت‌شده در ۱۰ تیر ۱۳۸۸.[پیوند مرده]
2. ↑  Buckley، Jaʿfar al-Ṣādiq.
3. ↑  «فضیل عیاض و کتاب مصباح الشریعه». کتابخانه طهور. دریافت‌شده در ۱۰ مرداد ۱۳۹۰.[پیوند مرده]
4. ↑  Buckley، Jaʿfar al-Ṣādiq.